# Paul Chardin
Paul Louis Léger Chardin, né à Paris le 20 août 1833 et mort à Paris 16e le 22 février 1918, est un peintre et illustrateur français.

## Biographie
Paul Chardin est l'élève d'Adrien Dauzats et de Justin Ouvrié. Il est membre de la Société française d'archéologie.
Il expose des paysages et des portraits au Salon de Paris de 1855 à 1875. Il a surtout fait des paysages de Basse-Bretagne et des Côtes-d'Armor.
Il épouse en secondes noces Sara Rhoné, sœur d'Arthur Rhoné, qui habite la propriété de Kéravel. Chardin fréquente alors les notables de la région de Plouha et tire son inspiration de la Basse-Bretagne. 
Comme illustrateur, il collabore à l'ouvrage d'Arthur Rhoné Coup d'œil sur l'État présent du Caire ancien et moderne, paru en 1882. Il travaille également pour L'Illustration moderne. 
Il écrit et réalise des planches qui mettent en scène des propriétés et des habitants de la région bas-bretonne.
Paul Chardin est enterré au cimetière de Plouha (Côtes-d'Armor).
Ses tableaux sont conservés dans des musées[Lesquels ?] à Londres, Orléans et Aix-en-Provence.

## Œuvres

### Œuvres dans les collections publiques
- Paris, Palais de la Légion d'honneur : Une procession dans le cloître, à la maison de Saint-Denis.
- Saint-Brieuc, musée d'art et d'histoire : Chapelle à Plouha, 1874, huile sur toile, dépôt du musée d'Orsay[3].

### Illustrations
- Arthur du Bois de la Villerabel, La Légende merveilleuse de monseigneur saint Yves, 1889.
- Arthur du Bois de la Villerabel, A travers le vieux Saint-Brieuc : souvenirs et monuments, 1891.
- Recueil de peintures et sculptures héraldiques, cathédrale de Tréguier.
- Les Bords Du Nil, Égypte Et Nubie.
- Baron L. de Vaux: « La légende de Montfort la cane », Leroux, 1886, 103 compositions en couleur dans le texte de Paul Chardin et 1 carte en noir.

## Salons
- 1855 : Vue prise à La Celle-Saint-Cloud, près de Paris.
- 1857 : Vue de Florence, prise des Cascines, effet du matin ; Étude de chêne, à La Ville-d'Avray.
- 1861 : La Giudecca, à Venise ; Un étang à La Ville-d'Avray.
- 1863 : Le Rendez-vous de chasse du Bulard, près de Versailles.
- 1865 : Halte de chasse dans les Highlands ; Départ pour la chasse.
- 1866 : Un Pâtre.
- 1868 : L'Affût.
- 1869 : La Châtaigneraie de Tresserre, près d'Aix en Savoie.
- 1870 : Effet de matin ; La Pointe de Kastelic, près Saint-Brieuc ; Intérieur de la chapelle de Kermaria-Nesquit (Côtes-d'Armor).
- 1874 : Une chapelle de pêcheurs près de Plouha[3] ; La Ruelle des Épousées à Gisors (Eure).
- 1875 : Monsieur le recteur, souvenir de Basse-Bretagne ; La Lande de Kersalie (Côtes-d'Armor) ; Intérieur de chaumière au Goaz-Bihan (Côtes-d'Armor).

Œuvres de Paul Chardin
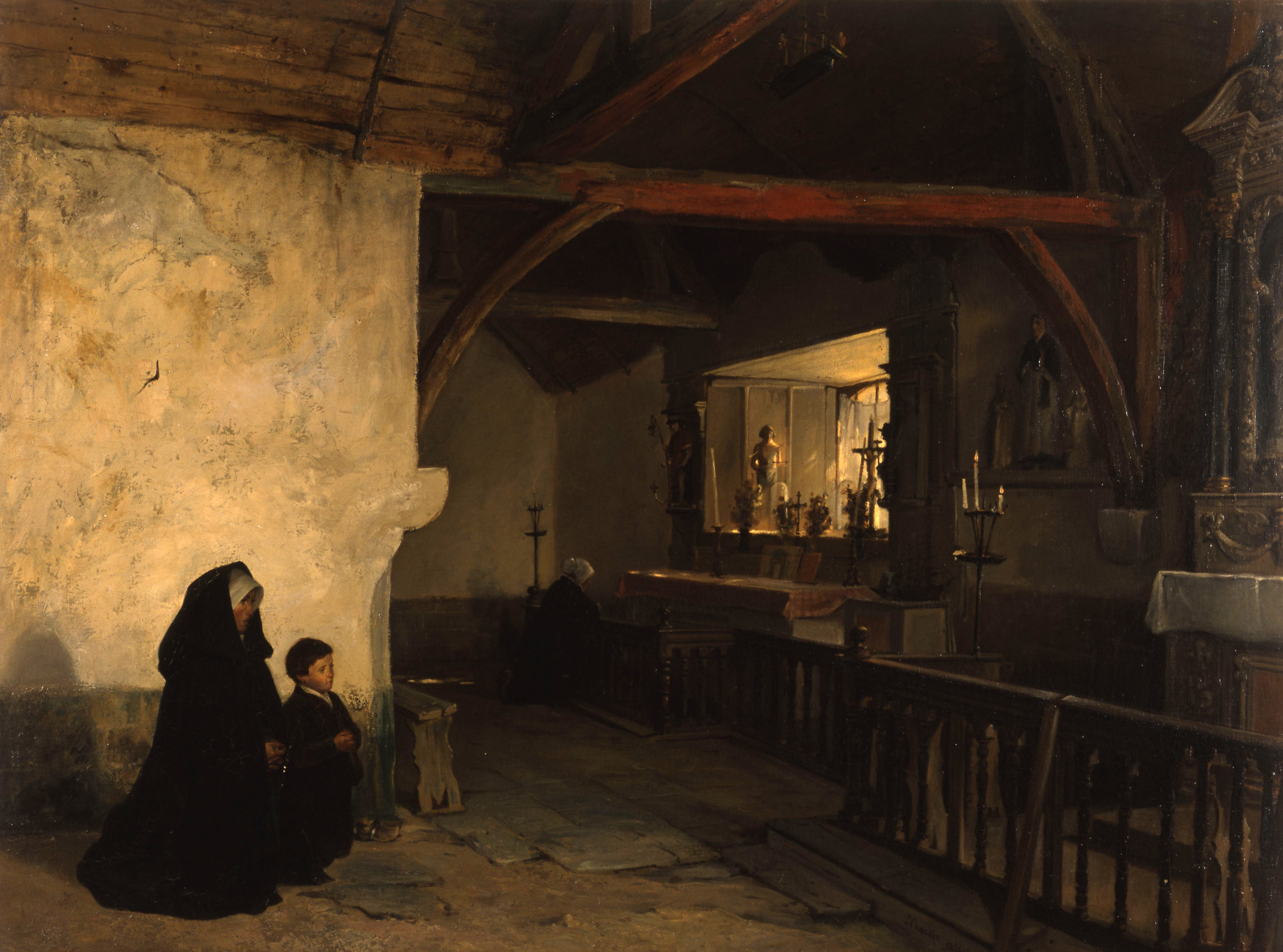
Une chapelle de pêcheurs près de Plouha (1874), musée d'art et d'histoire de Saint-Brieuc.
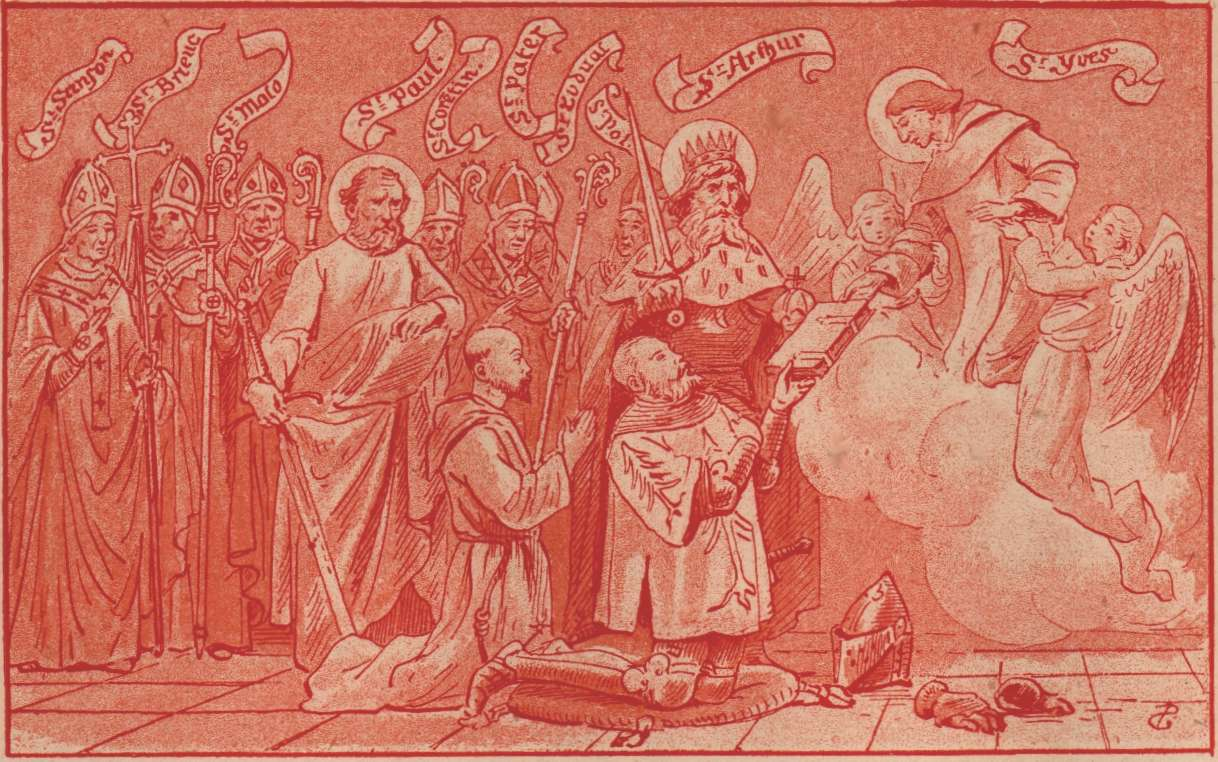
Illustration pour La Légende merveilleuse de monseigneur saint Yves, d'Arthur du Bois de la Villerabel (1889).